# Saint-Yrieix-la-Perche
Saint-Yrieix-la-Perche é uma comuna francesa na região administrativa da Nova Aquitânia, no departamento de Alto Vienne. Estende-se por uma área de 100,98 km². Em 2010 a comuna tinha 7 161 habitantes (densidade: 70,9 hab./km²).